# Музей сучасного мистецтва (Норт-Маямі)
Музей сучасного мистецтва (Museum of Contemporary Art; MOCA) - колекційний музей, розташований у Норт-Маямі на Флориді. Будівлі музею площею у 2100 м2.     була спроєктована нью-йоркською архітектурною фірмою Gwathmey Siegel &amp; Associates Architects. 

## Історія
Музей сучасного мистецтва первинно засновано у 1981 році, як Центром сучасного мистецтва з єдиною галереєю. У 1996 році музей відкрив нову будівлю після встановлення там постійної колекції.
МОКА представила персональні та оглядові виставки художників, серед яких Білл Віола , Трейсі Емін , Едуард Дюваль-Каріє, Вірджинія Овертон , Первіс Янг  та Вангечі Муту  та багато інших. У 2008 році установа отримала 5 мільйонів доларів від «Витязької виставки», яка підтримує виставки робіт художників, що розвиваються, розробку нових публічних програм, розширені шкільні програми та презентацію лекцій, вистав та кінопоказів.  Оптичний нерв MOCA був визнаний важливим форумом для художників, що розвиваються, що працюють у фільмі. У цій серії було представлено понад 220 художників, багато з яких публічно презентували свої роботи.  
На осінь 2014 року музей тримав 700 творів мистецтва.